# Герберт Швендер
Герберт Швендер (нім. Herbert Schwender; 22 грудня 1912, Берлін — 22 вересня 1944, Валга) — німецький офіцер, оберст вермахту (1 жовтня 1943). Кавалер Лицарського хреста Залізного хреста з дубовим листям.

## Біографія
В 1930 році вступив у 3-й піхотний полк. З 1938 року — командир роти 24-го піхотного полку 21-ї піхотної дивізії. Учасник Польської і Французької кампаній, а також Німецько-радянської війни. З червня 1941 року — командир 3-го батальйону свого полку. В 1942 році командував 3-м піхотним полком, з яким бився в районі Ладозького озера. З початку 1943 року — командир 45-го гренадерського полку. Восени 1944 року його полк був практично повністю знищений в районі Волхов-Чудово, а сам Швендер загинув у нічному бою.

## Нагороди
- Медаль «За вислугу років у Вермахті» 4-го класу (4 роки)
- Залізний хрест 2-го і 1-го класу
- Німецький хрест в золоті (27 листопада 1941)
- Лицарський хрест Залізного хреста з дубовим листям
  - лицарський хрест (11 березня 1943)
  - дубове листя (№442; 6 квітня 1944)
- Відзначений у Вермахтберіхт (4 лютого 1944)

Посмертно був представлений до нагородження Лицарським хрестом із дубовим листям та мечами, але наказ так і не вийшов.